# 草野忠義
草野 忠義 （くさの ただよし、1943年10月17日 - 2012年3月7日）は、昭和から平成時代の労働運動家。連合顧問、連合総研理事長。連合事務局長、自動車総連会長、金属労協議長。

## 経歴
大分県出身。1966年東京大学経済学部卒業、日産自動車に入社。1973年日産労組専従。1979年日産労組書記長。政策推進労組会議事務局次長、全民労協事務局次長を経て、1986年自動車総連事務局長。1994年自動車総連副会長、日産労連会長。1998年自動車総連会長、連合副会長、金属労協副議長。2000年9月金属労協議長（2001年9月まで）。2001年9月自動車総連常任顧問。同年10月連合事務局長（2005年10月まで）。2005年11月連合総研理事長。
2012年3月7日、膵がんのため死去、68歳。同年5月14日に品川プリンスホテルで、連合、自動車総連、日産労連、連合総研、社団法人教育文化協会の5団体を発起人としたお別れ会が開催された。会では古賀伸明連合会長の発起人代表挨拶、野田佳彦首相、西原浩一郎自動車総連会長、神野直彦の弔辞があった。

## 役職等
公職
- 中央教育審議会委員[10]
- 中央職業能力開発審議会委員[11]
- 教育改革国民会議委員[10]
- 労働政策審議会委員[12]
- 税制調査会委員[13]
- 年金積立金管理運用独立行政法人運用委員会委員[14]
- 国家公務員倫理審査会委員[15]
- 行政刷新会議議員[16]

民間
- 社団法人教育文化協会常任理事（1999～2002年）、理事長（2002～2009年）、顧問（2009～2012年）[17]
- 社団法人行革国民会議理事[18]
- 新しい日本をつくる国民会議（21世紀臨調）副代表[19][20]
- アジア女性基金理事（2001年10月～2005年11月）[21]
- 東京弁護士会市民会議委員（2004～2005年）[22][23]
- 財団法人東京市政調査会監事[2]
- 特定非営利活動法人金融・年金問題教育普及ネットワーク代表理事[2][24]

## 著書
- 『新しい日本の教育像』（高橋史朗、木村治美、石川光男共著、富士社会教育センター［パラダイムシリーズ］、2001年）
- 『自治体はみずからリストラできるか』（草野忠義ほか述、東京市政調査会［「都市問題」公開講座ブックレット］、2006年）
- 『担雪填井――小さな小さな自分史』（小さな小さな自分史編さん委員会、2012年）